# Eduard Vehse
Carl Eduard Vehse (18 de diciembre de 1802, Freiberg-18 de junio de 1870, Striesen cerca de Dresde)  fue un historiador alemán especializado en la historia de las cortes principescas alemanas.

## Biografía
Estudió historia y derecho en Leipzig y Gotinga, doctorándose en esta última materia en 1825 en la Universidad de Leipzig con la tesis "De pacto confraternitatis Saxo-Hassiacae". En febrero de 1825 entra en los Archivos de Estado del Reino de Sajonia en Dresde. En 1826 sería nombrado secretario del archivo, y en 1833, archivista.
En 1838 emigra a Estados Unidos de America en el marco de una comunidad de emigrantes unidos por el luteranismo. Regresaría a Alemania al año siguiente, decepcionado por lo que consideró un engaño en materia religiosa.
El resto de su vida trabajaría como historiador independiente. En 1843 se estableció en Berlín. Debido a sus actividades como demócrata, sería encarcelado durante seis meses, exiliándose después a Suiza e Italia.
Murió el 18 de julio de 1870 en Striesen cerca de Dresde.

## Obras
Su obra magna, Geschichte der deutschen Höfe seit der Reformation (en español, Historia de las cortes alemanas desde la Reforma) fue publicada en Hamburgo entre 1858 y 1861. Consta de 48 volúmenes y es rica en anécdotas e información interior de cada corte principesca alemana.

### Listado
Obras publicadas en vida.
- De pacto confraternitalis Saxo-Hassiacae. Breitkopf-Härtel, Leipzig 1825. (Digitalizado)
- Das Leben und die Zeiten Kaiser Otto’s des Großen aus dem alten Hause Sachsen. Ein historischer Versuch. Hilscher, Dresde 1829. (Digitalizado)
- Kaiser Otto der Große aus dem alten Hause Sachsen und sein Zeitalter. Birr & Nauwerk, Zittau & Leipzig 1835. (Digitalizado)
- Tafeln der Geschichte. Die Hauptmomente der äußern politischen Verhältnisse und des innern geistigen Entwicklungsgangs der Völker und Staaten alter und neuer Welt; in chronologischer und ethnographischer Ordnung . Grimmer, Dresde 1834.
- Die Stephan’sche Auswanderung nach Amerika. Mit Actenstücken. Verlagsexpedition des Dresdner Wochenblattes, Dresde 1840. (Digitalizado)
- Die Weltgeschichte aus dem Standpunkte der Cultur und der nationalen Charakteristik. 41 Vorlesungen im Winterhalbjahr 1841/42 gehalten zu Dresden. 2 volúmenes. Dresde 1842. (Volumen 1 digitalizado)(Volumen digitalizado 2)
- Shakespeare als Protestant, Politiker, Psycholog und Dichter. 2 volúmenes. Hoffmann und Campe, Hamburgo 1851, Volumen 1 digitalizado Volumen 2 digitalizado
- Die Türken vor Wien und die Unruhen in Ungarn unter Leopold I. 1657–1705. Dietz, Leipzig 1852 MDZ Reader
- Geschichte der deutschen Höfe seit der Reformation (Hamburgo 1851–1858, 48 volúmenes, Digitalizados)

Publicadas póstumamente:
- Friedrich Wilhelm I. und Friedrich der Große als Kronprinz. Eine intime Geschichte des Berliner Hofes in den Jahren 1713 bis 1740. 2 Bände. Franckh, Stuttgart 1902 Staatsbibliothek Berlin Band 2
- Bayerische Hofgeschichten Hrsg. von Joachim Delbrück. Müller, München 1922.
- Badische und hessische Hofgeschichten. Mit Anmerkungen und einem Nachwort von Joachim Delbrück, hrsg. von Heinrich Conrad. Georg Müller, München 1922.